# Житняк, Мирослав
Мирослав Житняк (хорв. Miroslav Žitnjak, родился 15 сентября 1967 в Джяково) — югославский и хорватский футболист, игравший на позиции вратаря.

## Игровая карьера

### Клубная
Выступал за команду «Осиек» в Первой лиге Югославии с 1986 года в основном составе. До 1992 года был основным вратарём команды, с 1992 года играл в Первой хорватской лиге за команду «Загреб», с которой в сезоне 1993/1994 стал серебряным призёром чемпионата страны, уступив всего одно очко сплитскому «Хайдуку». В 1994 году он вернулся в «Осиек», с которым играл с 1994 по 1996 годы. После завершения сезона 1995/1996 уехал играть за границу в португальский клуб «Униан Лейрия», в котором выступал до 2000 года. В сезоне 1998/1999 стал лучшим вратарём чемпионата Португалии. Карьеру завершил в «Осиеке».

### В сборной
Житняк играл в молодёжной сборной Югославии до 1990 года, стал серебряным призёром чемпионата Европы. 12 июля 1992 года он провёл единственную встречу за сборную Хорватии против сборной Австралии (ничья 0:0).

## Тренерская карьера
По окончании игровой карьеры Житняк стал работать тренером молодёжного состава «Осиека». В 2006—2007 и 2013 годах он был тренером клуба, также работал со сборными Хорватии разных возрастов. С января 2012 года — спортивный директор клуба «Осиек».

## Личная жизнь
Отец Мирослава Житняка — Антун, также футбольный вратарь, некоторое время играл в Третьей лиге Германии.